# Khana Ratsadon
Die Khana Ratsadon (thailändisch คณะราษฎร, Aussprache: [kʰánáʔ râːtsàdɔːn]; übersetzt etwa Volkspartei, englisch People's Party), auch Förderer (ผู้ก่อการ, Phu Ko Kan) genannt, war eine Gruppe von Militärs, Intellektuellen und Staatsbeamten in Thailand (damals Siam), die gegen den Absolutismus und für eine konstitutionelle Monarchie eintrat. Anders als der Name nahelegt, war es eher ein elitärer Zirkel, als eine im Volk verwurzelte Bewegung. 1932 unternahm sie einen gewaltlosen Staatsstreich („Siamesische Revolution“), der den Übergang des Landes von der absoluten zur konstitutionellen Monarchie brachte. Bald darauf zerfiel die Volkspartei in verschiedene rivalisierende Fraktionen und Gruppierungen. Ihre Mitglieder dominierten das politische Leben des Landes noch bis in die 1950er Jahre. Sie brachte sechs Ministerpräsidenten hervor.

## Name
Bei Gründung der Khana Ratsadon gab es in Thailand noch keine politischen Parteien im eigentlichen Sinne und auch keinen etablierten thailändischen Begriff für ‚Partei‘. Khana kann „(eine bestimmte) Gruppe“, „Organisation“, „Team“, „Mannschaft“, „Komitee“ oder „Rat“ bedeuten; ratsadon heißt „Volk“ (im Sinne von Bevölkerung eines Landes) oder „(Gesamtheit der) Bürger“. Parteien im modernen Sinne heißen dagegen auf Thai phak. Alternativ werden die Mitglieder der Khana Ratsadon auch Phu ko kan plian plaeng kan pokkhrong („Initiatoren des Wechsels der Regierungsform“) oder kurz nur Phu ko kan („Initiatoren“ oder „Förderer“) genannt.

## Gründung
Die Volkspartei wurde im Februar 1927 in der Pariser Rue du Sommerand von sieben Kadetten und Studenten mit dem Ziel gegründet, politische Veränderungen in Siam durchzuführen. Sie arbeiteten dazu während einer fünftägigen Tagung einen klaren und schlüssigen Plan aus, um den Fehler der gescheiterten Palastrevolte von 1912 nicht zu wiederholen. Zu dieser Gruppe gehörten:
- Prayun Phamonmontri (1897–1982), Sohn eines Diplomaten, ehemaliger Heeresoffizier (Oberleutnant der königlichen Garde), Politikstudent und Reisender
- Pridi Phanomyong (* 1900; später Luang Praditmanutham), Jura-Doktorand an der Universität Paris (Sorbonne)
- Plaek Khittasangkha (Thai: แปลก ขีตตะสังคะ, * 1897; später Luang Phibunsongkhram), Oberleutnant der Artillerie, Student an der französischen Artillerieschule in Fontainebleau
- Charun Singhaseni (Thai: จรูญ สิงหเสนี, * 1898; später Luang Siriratchamaitri), Botschaftssekretär an der siamesischen Botschaft in Paris
- Tua Laphanukrom (Thai: ตั้ว ลพานุกรม; * 1898), Chemie-Doktorand an der Universität Bern
- Thatsanai Mitphakdi (Thai: ทัศนัย มิตรภักดี, * 1899; später Luang Thatsanainiyomsuek), Leutnant der Kavallerie und Student an der französischen Kavallerieschule
- Naep Phahonyothin (Thai: แนบ พหลโยธิน), Neffe von Phot Phahonyothin, Student in England

Pridi wurde Präsident der Gruppe.

## Planung des Staatsstreichs von 1932
Der Plan fußte auf der Erkenntnis, dass die Landbevölkerung Siams entweder zu ungebildet oder gegenüber politischen Themen zu uninteressiert war, um eine Revolution oder einen Massenaufstand vorzubereiten. Das Wohlergehen des Mittelstands in Bangkok wiederum hing vor allem von der Patronage des Adels und des Königshauses ab. Damit war für die Gruppe eine Veränderung der politischen Situation im Lande nur durch einen Staatsstreich des Militärs möglich.
Mehrere Mitglieder der Gruppe kehrten Ende der 1920er-Jahre nach Siam zurück und nahmen heimlich Kontakt zu Gleichgesinnten auf. Pridi wurde Lehrer an der Chulalongkorn-Universität, wo er die Unterstützung von etwa 50 Zivilisten und Beamten erhielt. Phibunsongkhram scharte Armeeangehörige um sich. Ende 1931 hatte man 102 Mitglieder in der Partei, wobei es zwei Flügel gab: einen militärischen und einen zivilen. Der militärische Flügel war weiter unterteilt in drei Teilbereiche: (1) die hohen Offiziere, (2) die jungen Offiziere und (3) die Marine.
Die vier Flügel oder Fraktionen wurden angeführt von vier Männern:
- Pridi Phanomyong für den zivilen Flügel,
- Korvettenkapitän Luang Sinthusongkhramchai für die Marine,
- Major Luang Phibunsongkhram (Plaek Khittasangkha) für die jungen Offiziere,
- Oberst Phraya Phahon Phonphayuhasena (Phot Phahonyothin) für die hohen Offiziere.

## Die Sechs Prinzipien
Für die Zukunft des Landes verfolgte man sechs Ziele, später die Sechs Prinzipien (หลัก 6 ประการของคณะราษฎร) genannt. Sie lauteten:
1. Wahrung der Souveränität des Volkes,
2. Wahrung der nationalen Sicherheit,
3. Wahrung der wirtschaftlichen Entwicklung des Volkes im Einklang mit den Zielen des Wirtschaftsplanes für Siam,
4. Schutz des Prinzips „Gleichheit vor dem Gesetz“,
5. Wahrung der Rechte und Freiheit des Volkes, sofern keine der oberen Prinzipien verletzt werden,
6. Bereitstellung allgemeiner Bildung für jeden Bürger.

## Das Ende
Der Staatsstreich in Siam 1932 gelang und 1933 hatte man das Land von einer absoluten Monarchie in einen Einparteienstaat verwandelt. Die Volkspartei selbst war nur kurzlebig, zu viele Fraktionen unterschiedlicher Richtungen waren in ihr vereint. Dennoch kamen aus der Volkspartei auch nach ihrer Auflösung in den anschließenden 20 Jahren 6 Premierminister.

## Mitglieder der Volkspartei (Khana Ratsadon)

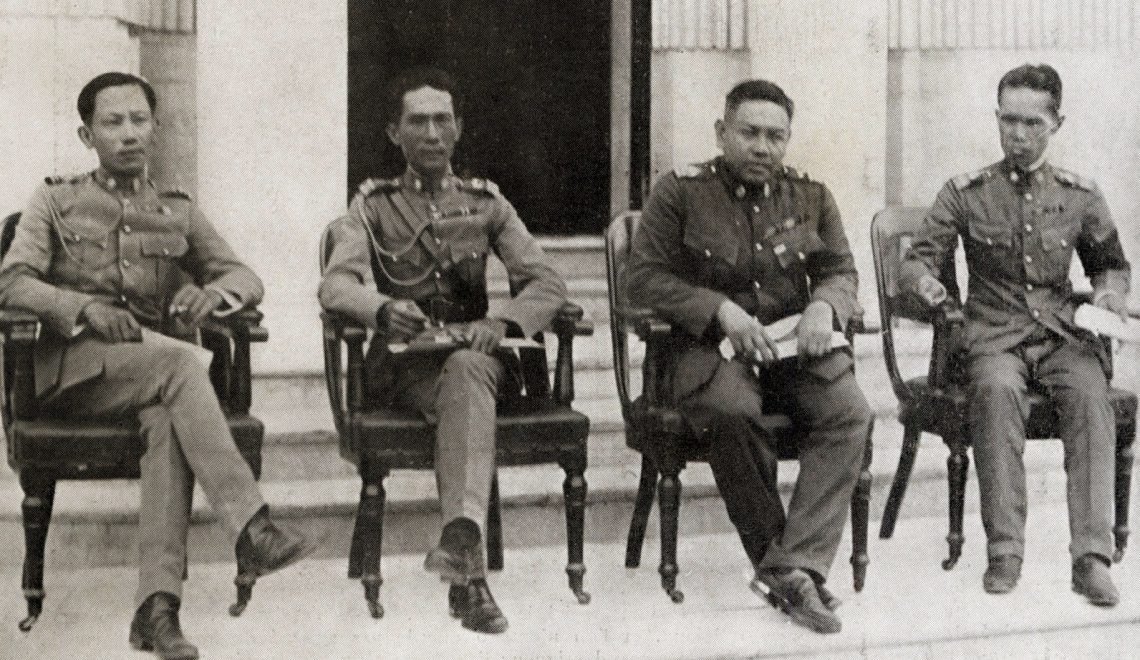
“Vier Musketiere”: Phraya Song, Phra Prasat, Phraya Phahon und Phraya Ritthi

Prayun Phamonmontri zufolge, waren unter den Förderern 34 Offiziere des Heeres, 19 der Marine und 45 Zivilisten.

### Militärischer Flügel

#### Hohe Offiziere
Die Gründer der Volkspartei konnten vier hohe Offiziere des Heeres für ihre Sache gewinnen. Diese wurden als die „Vier Musketiere“ (ทหารเสือ, thahan suea, wörtlich übersetzt „Tigersoldaten“) bekannt.
- Oberst Phraya Phahon Phonphayuhasena (Phot Phahonyothin), Anführer der Militärfraktion und Führer von Khana Ratsadon
- Oberst Phraya Songsuradet (Thep Phanthumsen)
- Oberst Phraya Ritthi-akhane (Sala Emasiri)
- Oberstleutnant Phra Prasatphitthayayut (Wan Chuthin)

#### Junge Offiziere

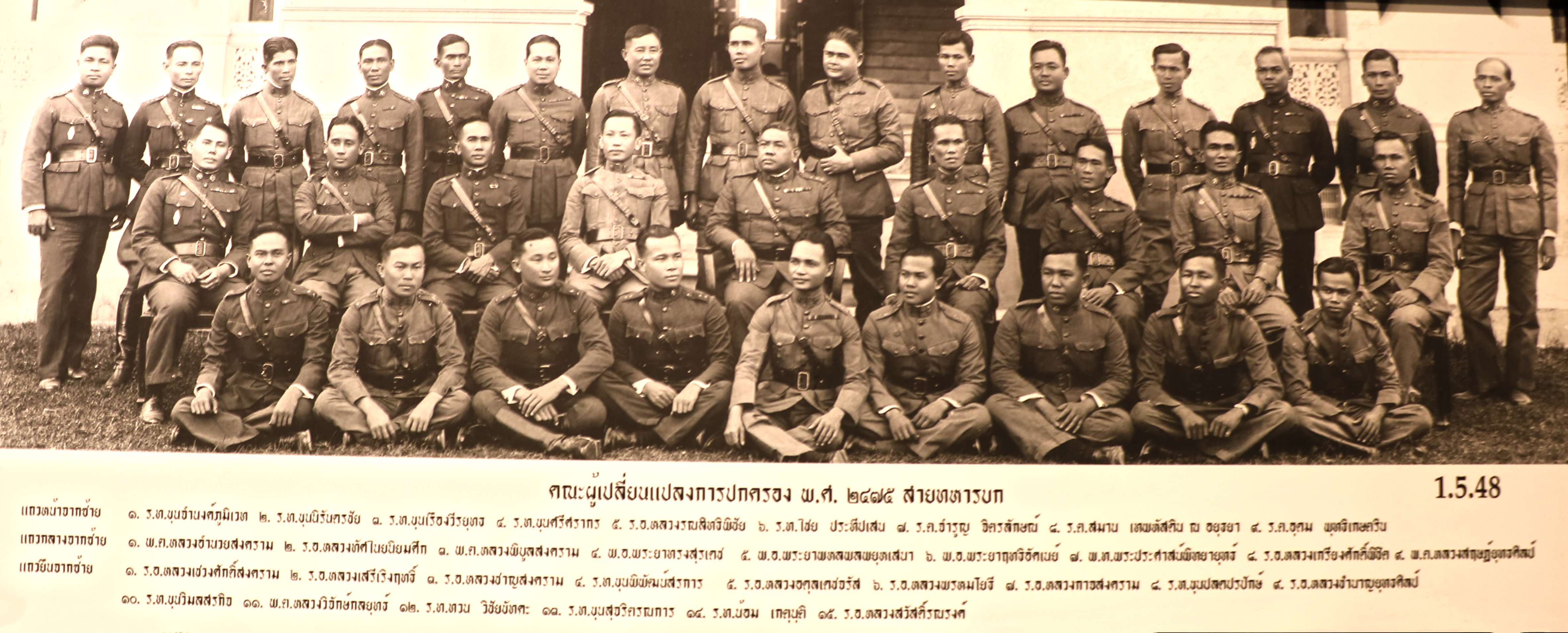
Gruppenphoto der Heeresoffiziere der Khana Ratsadon mit den „Vier Musketieren“ in der Bildmitte

Der Gruppe der jungen Heeresoffiziere gehörten vier Majore, daneben eine Reihe von Hauptleuten und Leutnants an, darunter:
- Major Luang Phibunsongkhram (Plaek Khittasangkha)
- Major Luang Sarityutthasin (Phian Phiriyayothin)
- Major Luang Amnuaisongkhram (Thom Kesakomon)
- Major Luang Wichakkonlayut (Sian Susin)
- Hauptmann Luang Katsongkhram (Thian Kengradomying)
- Hauptmann Luang Kriangsakphichit (Khuan Chittakhun)
- Hauptmann Luang Thatsanainiyomsuek (Thatsanai Mitphakdi)
- Hauptmann Luang Seriroengrit (Charun Rattanakun)
- Hauptmann Luang Adundetcharat (Bat Phuengphrakhun)

#### Marine

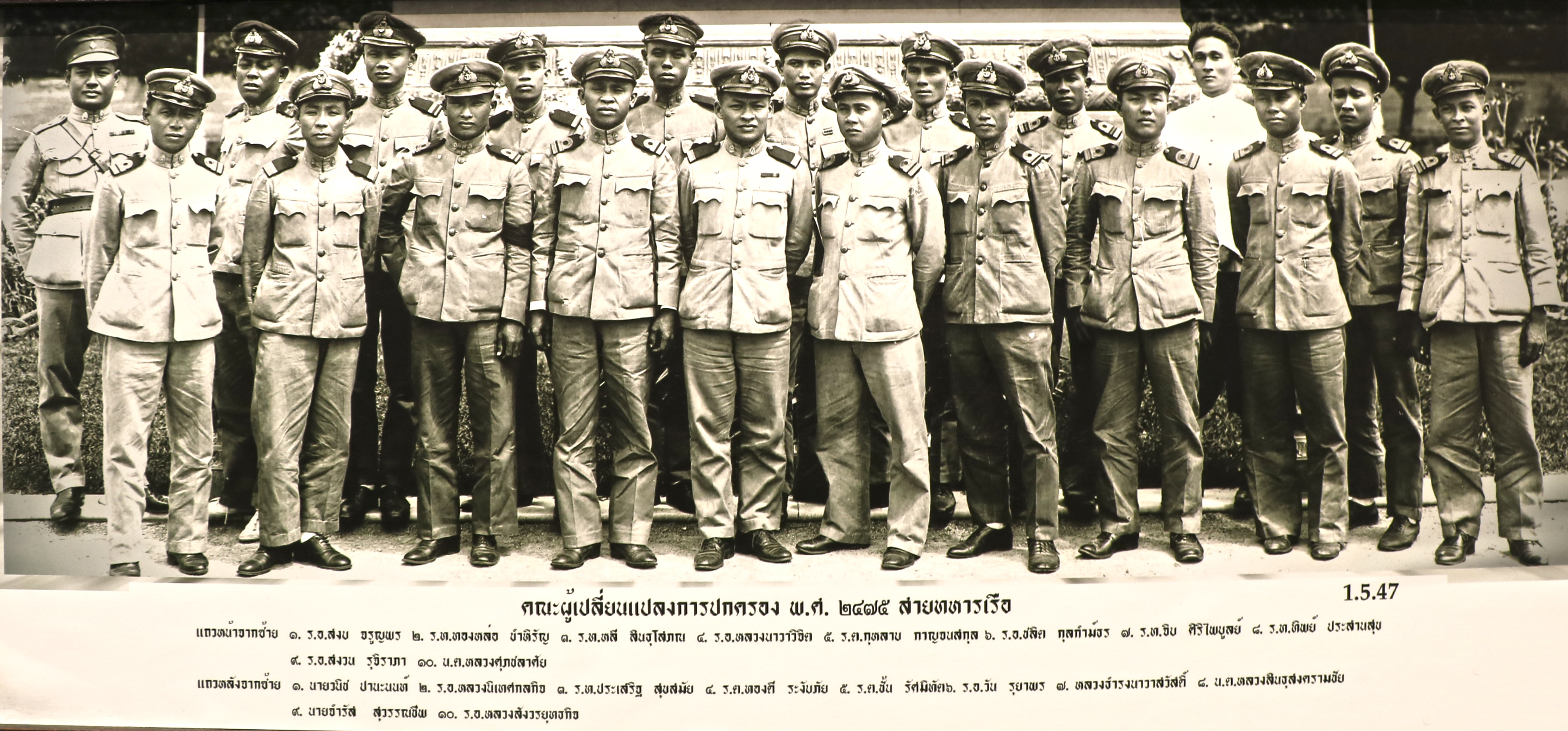
Gruppenphoto des Marineflügels der Khana Ratsadon

Die namhaftesten Vertreter der Volkspartei in der Marine waren:
- Korvettenkapitän Luang Sinthusongkhramchai (Sin Kamalanawin), Anführer der Marinefraktion
- Korvettenkapitän Luang Suphachalasai (Bung Suphachalasai)
- Kapitänleutnant Luang Thamrongnawasawat (Thawan Tharisawat)

### Ziviler Flügel

Zwei der Förderer: Thawan Thamrongnawasawat und Khuang Aphaiwong.

Dem zivilen Flügel gehörten, unter anderen, an:
- Luang Praditmanutham (Pridi Phanomyong), Anführer der zivilen Fraktion und stellvertretender Führer der Khana Ratsadon
- Luang Siriratchamaitri (Charun Singhaseni)
- Luang Naruebetmanit (Sa-nguan Chuthatemi)
- Luang Kowit-aphaiwong (Khuang Aphaiwong)
- Tua Laphanukrom
- Thawi Bunyaket
- Oberleutnant Prayun Phamonmontri
- Charun Suepsaeng
- Naep Phahonyothin
- Wilat Osathanon
- Direk Jayanama
- Chaliao Pathummarot
- Chaeng Muttafa
- Wanit Pananon